# 置富產業信託
置富產業信託（Fortune REIT，港交所：0778、新交所除牌時F25U）是香港首個不動產投資信託，於香港交易所上市。
長江實業地產有限公司現時持有約31.6%置富產業信託股權，其中約一半的股權15%於置富產業信託於香港交易所介紹上市時轉至香港登記。

## 背景
置富產業信託於2003年8月12日於新加坡交易所上市，以港元作報價及買賣貨幣。和泓富產業信託一樣，置富產業信託背後的資產亦為長江實業所擁有。置富產業信託的管理公司為ARA 資產管理（新加坡）。
2010年4月20日，置富產業信託以介紹形式於香港上市。置富產業信託是當時唯一一隻分別於新加坡交易所及香港交易所雙重第一上市的不動產投資信託。
2013年7月30日，置富產業信託管理人與長實（001）訂立諒解備忘錄，以58.49億元收購天水圍發展有限公司全部權益連股東貸款。該公司持有位於天水圍的嘉湖銀座商場及其他資產，包括整座商場，以及嘉湖發展項目內的其他零售、幼稚園、車位及該等範圍的附屬空間及保留部份。包括622個車位，商場及其他零售可出租總面積66.5萬平方呎。惟不包括約58棟住宅大樓、「嘉湖海逸酒店」的酒店、報案中心、其他商業區及車位。租戶數目約206個，已出租面積每平方呎月租約27.4元，截至6月底止，出租率約95.5%。
2015年2月11日，HSBC Institutional Trust Services（Singapore）Limited（作為置富產業信託的受託人）與一名獨立第三方訂立協議，以6.48億元出售葵涌盈暉薈，包括可出租面積91,779平方呎及43個商業車位。
2015年12月21日，置富產業信託在新加坡交易所的上市地位改成第二上市。
2017年12月20日，HSBC Institutional Trust Services（Singapore）Limited（作為置富產業信託的受託人）與智遠投資有限公司（Farsight Investment Limited）訂立協議，以20億元出售北角和富道21至53號和富中心的購物中心「和富薈」，物業包括和富中心的地庫、地下、地下高層的購物中心及下層地庫，可出租總面積約180,238方呎。
2019年10月21日，置富產業信託在新加坡交易所除牌。

## 旗下物業
置富產業現時持有17個商場，包括面積約318.2萬方呎零售樓面及2,713個車位，全部來自大股東長實系內商場。該等零售物業分別三個置富產業旗艦商場：置富都會、置富第一城、置富嘉湖，和另外14個商場：馬鞍山廣場、麗港城商場、都會駅、麗城薈、映灣薈、和富薈、銀禧薈、荃薈、青怡薈、城中薈、凱帆薈、華都大道、麗都大道及海韻大道；置富產業原本擁有18個商場，不過在售出盈暉薈之後，現在擁有17個商場。
於2017年6月30日，仲量聯行對置富產業信託旗下17個零售物業的估值為375億港元。
2003年，置富產業信託上市時向長實購買香港5間零售商場（連泊車位）全部權益，包括：
- 都會商場（紅磡國際都會之商場，2011年7月改名為置富都會）
- 馬鞍山廣場（馬鞍山海柏花園之商場）
- 盈暉家居城（荔枝角盈暉臺之商場，2011年7月改名為盈暉薈）
- 創意無限商場（荃灣東亞花園之商場，2011年7月改名為荃薈）
- 銀禧閣商場（火炭銀禧花園之商場，2011年7月改名為銀禧薈）

2005年，置富產業信託向長實集團購買香港6間零售商場，作價34.4億港元，包括：
- 沙田第一城商場（第一城中心、銀城商場、第一城街市） 50%權益（2011年7月改名為置富第一城、置富第一城·樂薈、置富第一城·集）
- 屯門華都花園商場（2011年7月改名為華都大道）
- 青衣青怡廣場（青衣青怡花園之商場，2011年7月改名為青怡薈）
- 茶果嶺麗港城中城（2011年7月改名為城中薈）
- 深井麗都花園商場（2011年7月改名為麗都大道）
- 深井海韻花園商場（2011年7月改名為海韻大道）

2009年，置富產業信託再向長實集團購買香港3間零售商場，作價20.4億港元，包括：
- 東涌映灣坊（東涌映灣園之商場，2011年7月改名為映灣薈）
- 大角咀凱帆薈（大角咀凱帆軒之商場）
- 將軍澳調景嶺都會駅

2011年12月，置富產業信託再向長實集團購買香港2間零售商場，作價19.32億港元，包括：
- 荃灣麗城花園（商場改名為麗城薈）
- 北角和富中心（商場改名為和富薈）

2013年7月，置富產業信託再向長實集團購買香港1間零售商場，作價58.49億港元，每呎收購價達8,800元
- 天水圍嘉湖銀座（商場改名為置富嘉湖,其後再改為+WOO）

2014年12月，置富產業信託以19.185億元作價向里昂證券旗下CLSA Capital Partners的房地產基金LGF Investment Limited購入。
- 觀塘茶果嶺麗港城商場

2015年2月，置富產業信託以6.48億元向Tower Key Limited出售盈暉薈，售價為2003年購入價的2.8倍。
2017年12月，置富產業信託以20億元向Farsight Investment出售和富薈，售價為2011年購入價的2倍。
2022年8月，置富產業信託以8800萬新加坡元（折合約5.01億港元）向長實集團收購新加坡高文之星商舗及停車場。

## 外部連結
- 置富產業信託 （页面存档备份，存于）